# Probalaenifrons argillacea
Probalaenifrons argillacea là một loài bướm đêm trong họ Crambidae.